# Persoonia nutans
Espèce
Persoonia nutans est une espèce de plantes à fleurs de la famille des Proteaceae. C'est un buisson, rare, endémique de Nouvelle Galles du Sud dans l'est de l'Australie. C'est une des nombreuses espèces décrites initialement par Robert Brown, qu'il avait collecté en 1802 près de Richemond et de la Nepean River.

## Description
C'est un arbuste de 1,5 m de haut, avec de feuilles étroites de 30 mm de long sur 1,5 mm de large. Les fleurs sont jaunes, pendent et mesurent 12 mm de long. La floraison a lieu de décembre à mars, quelques-unes fleurissant en juillet. Ses fruits sont des drupes contenant une graine unique. Il préfère les sols sableux.